# Shin’ichi
Shin’ichi (jap. しんいち, シンイチ) – męskie imię japońskie.

## Możliwa pisownia
Shin’ichi można zapisać używając wielu różnych znaków kanji i może znaczyć m.in.:
- 真一, „prawda, jeden”[1]
- 信一, „wiara, jeden”
- 伸一, „rozszerzyć, jeden”
- 進一, „postęp, jeden”
- 新一, „nowy, jeden”
- 慎一, „pokora, jeden”
- 晋一, „postęp, jeden”
- 紳一, „gentleman, jeden”
- 鎮一, „uspokajać, jeden”
- 愼一, „opieka, jeden”

## Znane osoby
- Shin’ichi Aoki (紳一), japoński profesjonalny gracz Go
- Shin’ichi Chiba (真一), znany także jako Sonny Chiba, japoński aktor
- Shin’ichi Ishihara (慎一), japoński piosenkarz i seiyū
- Shin’ichi Ishiwata (信一), japoński naukowiec
- Shin’ichi Itō (真一), japoński motocyklista
- Shin’ichi Shinohara (信一), japoński judoka
- Shin’ichi Tanaka (信一), były japoński skoczek narciarski.
- Shin’ichi Tsutsumi (真一), japoński aktor
- Shin’ichi Watanabe (伸一), japoński snowboardzista
- Shin’ichi Watanabe (慎一), japoński reżyser anime i seiyū

## Fikcyjne postacie
- Shin’ichi Akiyama (深一), główny bohater mangi Liar game
- Shin’ichi Chiaki (真一), główny bohater mangi Nodame Cantabile
- Shin’ichi Handa (Steve Grim) (真一), bohater sportowej gry wideo, mangi i anime Inazuma 11
- Shin’ichi Kudō (新一), główny bohater mangi i anime Detektyw Conan
- Shin’ichi Okazaki (真一), bohater mangi i anime Nana